# Câu lạc bộ bóng chuyền Truyền hình Vĩnh Long
Câu lạc bộ Bóng chuyền Truyền hình Vĩnh Long (hay gọi tắt là Truyền hình Vĩnh Long) là một câu lạc bộ bóng chuyền nữ chuyên nghiệp ở tỉnh Vĩnh Long,Việt Nam. Đội thi đấu ở Giải vô địch bóng chuyền quốc gia Việt Nam từ năm 2005, một năm sau khi bóng chuyền Việt Nam chuyển sang chuyên nghiệp. Đội bóng chuyền nữ Truyền hình Vĩnh Long nhiều năm liền giữ vững hạng đội mạnh quốc gia; là nơi đào tạo ra các thế hệ VĐV tài năng cung cấp cho đội tuyển quốc gia thi đấu khu vực và quốc tế. Năm 2020, Câu lạc bộ Bóng chuyền Truyền hình Vĩnh Long xếp hạng 8 chung cuộc Giải Bóng chuyền vô địch quốc gia Cup PV Gas 2020. Trước đó, tại Giải Bóng chuyền quốc tế tranh Cúp Truyền hình Vĩnh Long năm 2019, đội nữ Truyền hình Vĩnh Long đã vô địch sau khi đánh bại Kinh Bắc Bắc Ninh 3-2 trong trận chung kết.

## Lịch sử hình thành
Năm 2004, Giải vô địch bóng chuyền Việt Nam chính thức trở lên chuyên nghiệp. Năm 2005, đội bóng hạng A nữ Truyền hình Vĩnh Long đã thăng hạng và trụ hạng cho tới năm 2013 bị xuống hạng A và hết mùa giải 2015 đội lần nữa giành quyền thăng hạng trở lại Giải vô địch bóng chuyền Việt Nam cho tới nay. Trong số 10 đội bóng nữ tham gia giải vô địch thì đây là đội bóng hạng trung, chưa từng lọt vào tốp 4 đội mạnh nhất của giải ngoại trừ mùa giải 2010 đã bất ngờ giành chức vô địch giai đoạn lượt đi - Cúp Đức Long Gia Lai.

## Chuyển nhượng cho Ninh Bình
Chiều 23/2/2021, Sở Văn hoá, Thể thao và Du lịch Vĩnh Long đã tổ chức buổi họp mặt với HLV, VĐV đội bóng chuyền nữ Truyền hình Vĩnh Long để  động viên tinh thần HLV, VĐV đội bóng chuyền nữ tỉnh về thi đấu cho đơn vị tỉnh Ninh Bình tại giải bóng chuyền hạng mạnh quốc gia năm 2021. 
Đầu năm 2021, đội bóng chuyền Vĩnh Long gặp nhiều khó khăn về lực lượng VĐV, kinh phí tài trợ. Trước tình hình đó, để có thể giúp các VĐV có thể duy trì sự nghiệp thi đấu đỉnh cao, có thể đóng góp cho đội tuyển quốc gia, Sở Văn hoá, Thể thao tỉnh Ninh Bình đã xây dựng dự án phát triển bóng chuyền nữ, mong muốn được chuyển nhượng đội bóng chuyền nữ Truyền hình Vĩnh Long về thi đấu giải vô địch quốc gia 2021 cho tỉnh này. Đồng thời cam kết chi trả chế độ, chính sách cho HLV, VĐV bằng hoặc cao hơn ở Vĩnh Long. Song song đó, 2 đơn vị cũng sẽ liên kết, hỗ trợ trao đổi VĐV khi đội bóng chuyền nữ trẻ Vĩnh Long đủ điều kiện thi đấu thăng hạng đội mạnh những năm về sau. Năm 2023, sẽ rút về 4 VĐV cho Ninh Bình mượn gồm: Nguyễn Thị Bích Tuyền, Phạm Thị Bé Ngọc, Nguyễn Thị Ngọc Như, Dương Thị Yến Nhi. Phấn đấu năm 2024, đội bóng chuyền nữ Vĩnh Long trở lại đấu trường mạnh quốc gia ổn định và bền vững.
Trước đó, Sau 2 ngày làm việc tích cực với những điều kiện thương thảo thuận lợi, lãnh đạo đội bóng chuyền nữ Truyền hình Vĩnh Long đã chấp nhận chuyển nhượng đội bóng cho phía Ninh Bình tiếp quản suất chơi ở Giải vô địch bóng chuyền Việt Nam. Ngày 22/2/2021, tỉnh Ninh Bình có quyết định phê duyệt đề án thành lập và phát triển Đội bóng chuyền nữ Ninh Bình. Theo đề án đã được duyệt, Đội bóng chuyền nữ Ninh Bình thuộc Trung tâm Huấn luyện và Thi đấu thể dục thể thao tỉnh Ninh Bình (đơn vị thuộc Sở Văn hóa Thể thao Ninh Bình). Cơ cấu thành phần Đội bóng chuyền nữ Ninh Bình được xây dựng có từ 14 - 18 VĐV, 1 HLV trưởng, 2 HLV phó, 1 trợ lý HLV và 1 bác sĩ. Theo đó, số vận động viên của Đội tuyển bóng chuyền nữ Ninh Bình khi thành lập sẽ thông qua việc chuyển nhượng của Đội bóng chuyền nữ Truyền hình Vĩnh Long kết hợp với nguồn nhân lực từ việc tuyển chọn, đào tạo năng khiếu. Trong kế hoạch xây dựng và hoạt động đội bóng, Ninh Bình cũng đã đề ra mục tiêu cụ thể đến năm 2025 đội bóng sẽ nằm trong top 4 đội dẫn đầu giải vô địch quốc gia, và có VĐV được vào đội tuyển quốc gia.
Ninh Bình là địa phương đang sở hữu đội bóng chuyền nam rất mạnh là Tràng An - Ninh Bình, và nơi đây cũng sản sinh ra nhiều vận động viên bóng chuyền nữ đang thi đấu ở  Giải vô địch bóng chuyền Việt Nam, tiêu biểu như ở đội bóng chuyền đương kim vô địch nữ quốc gia 2020 Thông tin Liên Việt PostBank có đội trưởng Bùi Thị Ngà, Libero Lưu Thị Ly Ly và chủ công Phạm Thị Hồng Nhung hay đội Á quân quốc gia 2020 Hóa chất Đức Giang Hà Nội có phụ công Trịnh Thị Huyền,...

## Thành tích huy chương
- Vô địch Giải đấu tranh cúp Sanatech - Bến Tre 2019.[5]
- Vô địch Cúp Truyền hình Vĩnh Long 2019.[6]
- Vô địch Giải Bóng chuyền quốc tế Cúp Arirang - Vĩnh Long năm 2016.[7]
- Vô địch Cúp Đức Long Gia Lai năm 2010 (chung kết lượt đi giải VĐQG năm 2010).
- Á quân Cúp Truyền hình Vĩnh Long 2018.[8]
- Huy chương đồng Giải bóng chuyền nữ các đội mạnh toàn quốc Cúp Đắk Nông năm 2016.[9]

## Đội hình hiện tại
Tính đến tháng 4 năm 2021
- Huấn luyện viên:  Đào Thị La
- Trợ lý: Nguyễn Thị Kim Túc, Trần Phước Đạt

| No. | Player                         | Position   | Height (m) | Weight (kg) | Birth date |
| --- | ------------------------------ | ---------- | ---------- | ----------- | ---------- |
| 1   | Dương Thị Yến Nhi (Đội trưởng) | Libero     | 1,62       | 50          | 2000       |
| 2   | Lê Thị Mỹ Xuyên                | Phụ công   | 1,77       | 59          | 1994       |
| 3   | Nguyễn Thu Hà                  |            | 1,77       | 59          | 1993       |
| 4   | Trần Thị Cẩm Tú                |            | 1,75       | 64          | 1989       |
| 5   | Phan Đặng Thúy Hương           | Chủ công   | 1,75       | 60          | 2002       |
| 6   | Phạm Thị Bé Ngọc               | Chuyền hai | 1,74       | 64          | 1999       |
| 7   | Nguyễn Thị Hoài Mi             | Chuyền hai | 1,73       | 63          | 1995       |
| 8   | Nguyễn Thị Ngọc Như            |            | 1,73       | 58          | 2000       |
| 9   | Nguyễn Thị Kim Ngân            |            | 1,80       | 68          | 2003       |
| 10  | Nguyễn Thị Bích Tuyền          | Đối chuyền | 1,86       | 60          | 2000       |
| 11  | Lê Nguyễn Tuyết Nhi            |            | 1,74       | 64          | 2003       |
| 12  | Phạm Thị Mỹ Thu                | Phụ công   | 1,74       | 62          | 1993       |
| 14  | Võ Thị Ngọc Sương              |            | 1,77       | 62          | 1995       |
| 15  | Nguyễn Thị Thanh Diệu          | Libero     | 1,68       | 62          | 1995       |